# Рудольф Абель
Рудо́льф Ива́нович А́бель (настоящее имя Вилья́м Ге́нрихович Фи́шер; 11 июля 1903, Ньюкасл-апон-Тайн, Великобритания — 15 ноября 1971, Москва, СССР) — советский разведчик-нелегал, полковник. С 1948 года работал в США, в 1957 году был арестован. 10 февраля 1962 года Рудольфа Абеля обменяли на сбитого над СССР пилота американского разведывательного самолёта Ф. Г. Пауэрса и американского студента-экономиста Фредерика Прайора, арестованного за шпионаж в Восточном Берлине в августе 1961 года.

## Биография

### Семья и ранние годы
Родился 11 июля 1903 года в доме 140 на Клара-стрит в городе Ньюкасл-апон-Тайн в Великобритании. Был вторым ребёнком в семье марксистов-политэмигрантов, высланных из России в 1901 году за революционную деятельность. Отец — Генрих Матвеевич Фишер, уроженец Ярославской губернии, из семьи немцев, германских подданных, активный участник революционного движения, неоднократно встречался с В. И. Лениным и Г. М. Кржижановским, свободно владел немецким и английским языками. Мать Любовь Васильевна — уроженка Саратова, также участвовала в революционном движении, была по профессии акушеркой.
Был назван родителями в честь Шекспира. В честь рождения мальчика в семье запекли птицу, которая была торжественно съедена, а часть косточки её лопатки сохранили, чтобы подарить Вилли «на счастье». Отполированная до блеска, она долгие годы служила Фишеру и использовалась практически: ею он вскрывал конверты, разглаживал изготавливавшуюся им лично «мягкую плёнку», полировал припой на контактах при ремонте радиотехники. Свой талисман он хранил в обложках паспортов или в портмоне.
С детства Вильям проявлял особый интерес к естественным наукам. Играл также на пианино, мандолине и гитаре. Много рисовал, делал наброски знакомых, писал натюрморты.
Отец прививал сыновьям трудовые навыки. Он же преподал им первые уроки конспирации: он умел выявлять наружное наблюдение, незаметно передавать связному секретные материалы, устраивать тайники, разоблачать провокаторов. Мальчики росли в рабочем квартале и умели постоять за себя. В этой среде ценили сообразительность, умение стойко сносить испытания и не падать духом.
В 15 лет устроился учеником чертёжника на судоверфь. В 16 лет успешно сдал экзамен в Лондонский университет, однако достоверных свидетельств о его учёбе там не имеется.

### В советской России
В 1920 году семья Фишеров возвратилась в советскую Россию и приняла советское гражданство, не отказавшись от английского, и вместе с семьями других видных революционеров одно время жила на территории Кремля. Затем им предоставили две комнаты в коммунальной квартире в одном из московских переулков.
В 1921 году, спасая тонущую девочку на подмосковной речке Уче, погиб старший брат Вильяма Гарри.
Вильям Фишер по приезде в СССР несколько месяцев 1921 года работал переводчиком в Исполкоме Коммунистического интернационала (Коминтерна), затем устроился чертежником в Наркомвнешторг.
В 1922 году Вильям вступил в комсомол, а затем успешно сдал экзамены для поступления во ВХУТЕМАС. Однако его приверженность реализму в живописи не нашла поддержки у адептов авангардизма, и он оставил это учебное заведение.
В 1924 году поступил в Московский институт востоковедения им. Н. Н. Нариманова, где, согласно архивным материалам, берётся за изучение Индии.

### Навыки радиста
После окончания первого курса Фишер в октябре 1925 года был призван в армию в 1-й радиотелеграфный полк Московского военного округа, где получил специальность радиста. Проходил службу во Владимире вместе с Э. Т. Кренкелем и будущим артистом М. И. Царёвым. Рота, в которую они попали, была особенной: её сформировали из ребят, имевших хорошее образование (техникум, вуз), и готовили к должности командира взвода радиочастей. Имея врождённую склонность к технике, стал очень хорошим радистом, первенство которого признавали все. «Это был очень интересный молодой человек, умный, интеллигентный, располагавший к себе. Он на лету схватывал всё, что относилось к технике, прекрасно рисовал, оформлял стенгазету, был отличный рассказчик», — вспоминал о нём Э. Кренкель.
В ноябре 1926 года молодых красных командиров демобилизовали, присвоив командирские звания.

### Служба
После демобилизации, несмотря на большую безработицу в последний период НЭПа, Фишер смог устроиться в НИИ ВВС РККА радиотехником. 7 апреля 1927 года он женился на выпускнице Московской консерватории арфистке Елене Степановне Лебедевой (она была балериной, но из-за травмы перешла на отделение арфы). Её ценила преподаватель — знаменитая арфистка Вера Дулова. Впоследствии Елена стала профессиональным музыкантом. В 1929 году у них родилась дочь Эвелина (1929—2007). В семье Фишеров также воспитывалась племянница Елены Степановны  (дочь её брата) — Лидия Борисовна Лебедева (в замужестве — Боярская; 1924—2016). Её сын — Андрей.
2 мая 1927 года по рекомендации Московского горкома комсомола Фишер поступает на работу в иностранный отдел ОГПУ. На работу его рекомендовала старшая сестра его жены Серафима Степановна Лебедева, работавшая там переводчицей. Перед приёмом на работу с молодым офицером лично побеседовал один из руководителей советских органов государственной безопасности и организатор службы внешней разведки Михаил Абрамович Трилиссер. Новое назначение Вильям обсудил с отцом, который его всецело одобрил.
В центральном аппарате разведки он работал сначала помощником уполномоченного в 8-м отделении (научно-техническая разведка).
В 1930 году обратился в британское посольство за разрешением вернуться на родину, которое было получено. Получив британский паспорт, в 1931 году был направлен в первую загранкомандировку в Норвегию. Работал там под первым оперативным псевдонимом «Франк», находясь в командировке вместе с женой и дочерью. Успешно открыл радиоинженерную мастерскую, стал выполнять заказы на изготовление измерительных приборов для проверки и испытания радиоприёмников. Жена преподавала балет в частной школе. По линии нелегальной разведки (но под своим настоящим именем) Фишер успешно обеспечивал связь с Центром региональных нелегальных резидентур, создал несколько резервных точек. Однако в 1934 году полиция Норвегии не продлила инженеру Фишеру разрешение на пребывание в стране, и он вынужден был уехать.
Вернувшись в Москву, Вильям Генрихович пережил смерть отца и болезнь дочери.
В июне 1935 года началась вторая командировка Фишера, на его родину, в Великобританию, по его собственному паспорту. Там Вильям Генрихович сменил профессию радиоинженера на свободного художника, а одновременно с этим оборудовал радиоквартиру, где начал собирать радиопередатчик из подручных материалов. Его деятельностью руководил нелегальный резидент «Швед» — Александр Орлов-Никольский-Фельдбин. Резидент с радистом не сработался: направлял в Москву о нём нелестные отзывы. Коллеги впоследствии поняли, что будущему предателю претили честность и принципиальность Фишера, его неуступчивость в вопросах отчётности о выделенных резидентуре средствах.
Фишеры вернулись из Англии после бегства Александра Орлова, в 1937 году (вероятная ошибка, Орлов спасся бегством летом 1938). Вильяму Генриховичу было присвоено звание лейтенанта госбезопасности, он продолжил работу в 7-м отделе ГУГБ НКВД СССР (внешняя разведка). Именно тогда он познакомился с таким же молодым офицером, уроженцем Риги Рудольфом Абелем.
31 декабря 1938 года был уволен из НКВД в звании лейтенанта ГБ (капитан), некоторое время не работал, с августа 1939 г. по сентябрь 1941 г. работал старшим инженером на московском заводе № 230 наркомата авиационной промышленности СССР (ныне завод «Электроприбор» в Казани). Неоднократно обращался с рапортами о восстановлении его в разведке. Обращался также к другу отца, тогдашнему секретарю ЦК ВКП(б) А. А. Андрееву.
С 1941 года вновь в НКВД, в подразделении, организующем партизанскую войну в тылу немцев. Фишер готовил радистов для партизанских отрядов и разведывательных групп, засылаемых в оккупированные Германией страны. В этот период он работал и подружился с Рудольфом Абелем, именем и биографией которого он позднее воспользовался.
После окончания войны было принято решение направить его на нелегальную работу в США, в частности, для получения информации от источников, работающих на ядерных объектах. Он перебрался в США в ноябре 1948 года по паспорту на имя гражданина США литовского происхождения Эндрю Кайотиса (который умер в Литовской ССР в 1948 году). Затем он под именем художника Эмиля Роберта Гольдфуса поселился в Нью-Йорке, где руководил советской агентурной сетью, а для прикрытия владел фотостудией в Бруклине. Агентами-связниками для «Марка» (псевдоним В. Фишера) были выделены супруги Коэн.
К концу мая 1949 года «Марк» решил все организационные вопросы и активно включился в работу. Она была настолько успешной, что уже в августе 1949 года за конкретные результаты он был награждён орденом Красного Знамени.
В 1955 году на несколько месяцев лета-осени возвращался в Москву, в том числе, для обмена партийных документов — Фишеру был выдан новый партийный билет парткомом того учреждения, в котором он работал. Комсомольцем Фишер был с 1922 г., а в ВКП(б) его приняли в 1931 г.

### Провал
Чтобы разгрузить «Марка» от текущих дел, в 1952 году в помощь ему был направлен радист нелегальной разведки Рейно Хейханен (псевдоним «Вик»). «Вик» оказался морально и психологически неустойчивым, и через четыре года было принято решение о его возвращении в Москву. Однако «Вик» заподозрил неладное и решил спастись, сдался американским властям в посольстве в Париже, рассказал им о своей работе в нелегальной разведке, а также выдал «Марка», сообщив о расположении его студии в Нью-Йорке.
Москва сообщила «Марку» об исчезновении «Вика» и готовилась к эвакуации «Марка». Так как несколько его паспортов считались «скомпрометированными», подготовка новых документов вызвала задержку. И хотя Коммунистическая партия Канады (в то время — нелегальная, подпольная организация) успела подготовить ему новые документы, он не успел ими воспользоваться.
В 1957 году «Марк» был арестован в нью-йоркской гостинице «Латам» агентами ФБР. В те времена руководство СССР заявляло, что не занимается шпионажем. Для того, чтобы дать Москве знать о своём аресте и о том, что он не предатель, Вильям Фишер при аресте назвался именем своего друга Рудольфа Абеля, о смерти которого в 1955 году ему было неизвестно и с которым он вместе работал в 1930-е годы. В ходе следствия он категорически отрицал свою принадлежность к разведке, отказался от дачи показаний на суде и отклонил попытки сотрудников американских спецслужб склонить его к сотрудничеству.
В том же году был осуждён на 32 года тюремного заключения. После объявления приговора «Марк» находился в одиночной камере следственной тюрьмы в Нью-Йорке, затем был переведён в федеральную исправительную тюрьму в Атланте. В заключении занимался решением математических задач, теорией искусства, живописью. Писал картины маслом. Владимир Семичастный утверждал, что написанный Абелем в заключении портрет Кеннеди был по просьбе последнего ему подарен и после долго висел в Овальном кабинете.

### Освобождение
10 февраля 1962 года на Глиникском мосту между Западным Берлином и Потсдамом Рудольфа Абеля обменяли на американского пилота разведывательного самолёта U-2 Фрэнсиса Пауэрса, сбитого 1 мая 1960 года в районе Свердловска и осуждённого советским судом на 10 лет заключения за шпионаж. Одновременно по требованию американской стороны, не согласившейся на обмен «голова на голову», на контрольно-пропускном пункте Чекпойнт Чарли в Берлине был освобождён американский студент-экономист Фредерик Прайор, арестованный по подозрению в шпионаже. В операции принимали участие будущий начальник нелегальной разведки Управления «С» ПГУ КГБ Юрий Дроздов (под псевдонимом «Юрген Дривс» играл роль немецкого кузена Абеля) и адвокаты Вольфганг Фогель, Джеймс Донован.
После отдыха и лечения в санатории «Подлипки» Мытищинского района, Фишер вернулся к работе в центральном аппарате разведки. Принимал участие в подготовке молодых разведчиков-нелегалов, на досуге писал пейзажи. Фишер также участвовал в создании художественного фильма «Мёртвый сезон» (1968), сюжет которого связан с некоторыми фактами из биографии разведчика.
Вильям Генрихович Фишер скончался от рака лёгких на 69-м году жизни 15 ноября 1971 года.
Похоронен на Новом Донском кладбище в Москве рядом с отцом.

## Кредо
В 2020 году были опубликованы наиболее полная биография Вильяма Генриховича Фишера и его письма к родным из американской тюрьмы, которые пролили новый свет на этого человека. Американцы подозревали, что осуждённый попытается использовать личную переписку для передачи каких-то профессиональных данных, однако Фишер и тут «обвёл их вокруг пальца»: он смог проинформировать Центр о том, что они имеют дело именно с ним, а не с подставным лицом, об однозначном отказе от сотрудничества с американскими спецслужбами, подсказывал детали своей легенды (дата рождения, семья). Почерк Фишера не только опознали жена и дочь, но он прошёл и несколько графологических экспертиз, подтвердивших его аутентичность. Упоминая в письмах людей, известных только его родным и узкому кругу близких, он также подтверждал свои личные данные. В одном из писем разведчик даже зашифровал имена своих агентов, за которых тревожился.
«Работа разведчика — это, прежде всего, тяжёлый, упорный труд, нередко утомительно однообразный, но требующий максимальной сосредоточенности, внимания и наблюдательности; труд, слагающийся из мелких, прозаических, подчас малоинтересных моментов; труд, где кропотливая подготовка к проведению, казалось бы, самого элементарного шага нередко занимает в десятки раз больше времени, чем само осуществление этого шага. Работа в разведке требует от человека такой самодисциплины и самоограничений, которые не снились большинству любителей приключенческого жанра…» (В. Г. Фишер, из неопубликованного интервью)

## Награды
За выдающиеся заслуги в деле обеспечения государственной безопасности СССР полковник В. Фишер награждён:
- тремя орденами Красного Знамени
- орденом Ленина — за работу в годы Великой Отечественной войны
- орденом Трудового Красного Знамени
- орденом Отечественной войны I степени
- орденом Красной Звезды
- многими медалями.

## Память
- Судьба Рудольфа Абеля вдохновила Вадима Кожевникова на написание известного приключенческого романа «Щит и меч». Хотя имя главного героя — Александр Белов и связано с именем Абеля, сюжет книги значительно отличается от реальной судьбы Вильяма Генриховича Фишера[21].
- 20 ноября 1990 года почтовое ведомство СССР выпустило в обращение серию из пяти почтовых марок работы художника Б. Илюхина, посвящённых советским разведчикам (С. А. Ваупшасов, Р. И. Абель, К. Филби, И. Д. Кудря и К. Т. Молодый)[22]
- В 2008 году был снят документальный фильм «Неизвестный Абель» (режиссёр Юрий Линкевич).
- Впервые широкой публике Абель показал себя в 1968 году, когда обратился к соотечественникам с вводной речью к фильму «Мёртвый сезон» (как официальный консультант картины).
- В 2009 году Первым каналом создан художественный двухсерийный биографический фильм «Правительство США против Рудольфа Абеля» из серии «Поединки» (в главной роли Юрий Беляев).
- В американском фильме «Фрэнсис Гэри Пауэрс: Истинная история инцидента с самолётом-шпионом U2» / «Francis Gary Powers: The True Story of the U-2 Spy Incident» (1976) в роли Абеля — Чарльз Маколи.
- В американском фильме Стивена Спилберга «Шпионский мост» (2015) его роль исполнил британский актёр театра и кино Марк Райлэнс, за эту роль Марк удостоился множества наград и премий, в том числе и премии Американской киноакадемии «Оскар».
- 18 декабря 2015 года, в преддверии Дня работников органов госбезопасности, в Самаре состоялась торжественная церемония открытия мемориальной доски Вильяму Генриховичу Фишеру. Табличка, автором которой стал самарский архитектор Дмитрий Храмов, появилась на доме № 8 по ул. Молодогвардейской. Предполагается, что именно здесь в годы Великой Отечественной войны проживала семья разведчика. Сам Вильям Генрихович в это время преподавал радиодело в секретной разведшколе, а позже из Куйбышева вёл радиоигры с немецкой разведкой.[23]
- Одна из новых улиц подмосковных Мытищ названа именем Разведчика Абеля.
- В Самаре был установлен бюст Рудольфу Абелю и его именем был назван сквер, в котором находится бюст
- Д/ф. Пауэрс-Абель. Правда о «Мертвом сезоне» (Россия, 2004).
- «Шпионы и предатели». Рудольф Абель. Обмен на мосту (ДТВ, 2007).
- Д/ф. «Неизвестный Абель» (Пятый канал, 2008).
- «Жизнь замечательных людей». Рудольф Абель (Первый канал, 2012).
- Д/с. «Легенды разведки». Вильям Фишер (Звезда, 2018).